# Josef Fišera (pilot)
Josef Fišera (12. března 1917, Horní Branná – 30. srpna 1943, letiště Beaulieu, Hampshire) byl český letec a později pilot RAF.

## Životopis
Josef Fišera se narodil 12. března 1917 v Horní Branné. Vyučil se strojním zámečníkem u firmy Bönisch ve Vrchlabí a vystudoval Státní průmyslovou školu v Hradci Králové. V letech 1937 až 1939 pracoval ve Škodových závodech v Plzni, kde začal sportovně létat v Západočeském aeroklubu.
Po obsazení pohraničí v roce 1938 odešel přes Polsko do Francie, kde byl začleněn do skupiny Československých letců. Po obsazení Francie odešel do Velké Británie, kde byl přidělen ke 311. bombardovací peruti jako mechanik. Zůstal zde až do srpna 1942, kdy byl na vlastní žádost poslán do Kanady na pilotní výcvik. Po návratu do Velké Británie se stal pilotem bombardéru typu Wellington. S ním vykonával operační hlídkové lety nad Atlantským oceánem, při nichž se vyhledávaly a ničily německé ponorky.
V roce 1943 začala britská armáda používat modernější letadla typu Liberator a piloti se na nových letadlech museli zaučit, proto probíhaly cvičné lety z letiště Beaulieu. Ráno[zdroj⁠?!] 30. srpna 1943 vzlétl Liberator GR.V „L“ (BZ785) s posádkou ve složení: Sgt. Josef Fišera, F/Sgt. Josef Bittner, F/L. Emil Palichleb, F/Sgt. Zdeněk Řezáč, Sgt. Theodor Schwarz a Sgt. Emil Szeliga. Vzlet letounu proběhl normálně, avšak po několika minutách[zdroj⁠?!] letu byl stroj uveden do ostré levé zatáčky, sklouzl po křídle, následoval pád do vývrtky a stroj se v 15.42 zřítil do lesa. Nikdo nepřežil.
Josef Fišera byl pohřben 3. září 1943 na vojenském hřbitově Brookwood u Londýna. Dekretem z 13. září 1991 byl Josef Fišera mimořádně povýšen do hodnosti podplukovníka ve výslužbě in memoriam.

## Vzpomínka
Jméno Josefa Fišery se objevuje na několika pomnících. Je uvedeno na pomnících obětí druhé světové války v Horní Branné a Jilemnici, zároveň i na dvou pomnících v Plzni. Též se objevuje na pomníku padlým letcům na Náměstí svobody na Praze 6.